# Station Antwerpen-Oost
Station Antwerpen-Oost is een voormalig treinstation op spoorlijn 12 tussen Antwerpen-Centraal en Roosendaal. Het station werd geopend in 1879 als station Borgerhout. In 1930 werd het vernoemd naar station Antwerpen-Oost. In december 2011 sloot het station nadat het reizigersverkeer tussen Roosendaal en Antwerpen gebruik ging maken van een treintunnel naar Antwerpen Centraal waardoor er geen reizigerstreinen meer reden langs Antwerpen-Oost.

## 1879-1905 (nu: Antwerpen-Centraal)
Het allereerste gebruik van de benaming Antwerpen-Oost was voor het station dat van 1836 tot 1905 aan het Koningin Astridplein in Antwerpen stond, het huidige Station Antwerpen-Centraal. In 1873 werd de rechtstreekse verbinding naar het station Antwerpen-Dokken en -Stapelplaatsen en het station Antwerpen-Dam richting Nederland verbroken en het station werd een kopstation. Hoewel het station oorspronkelijk het achtervoegsel (Borgerhout) kreeg om het te onderscheiden van het Gare Centrale aan de Oudeleeuwenrui (een goederenstation), werd de naam in 1879 definitief gewijzigd in Antwerpen-Oost en werd de naam Borgerhout gegeven aan een nieuw goederenstation langs het ringspoor.
In 1905 werd een nieuw stationsgebouw geopend en de naam veranderd in Antwerpen-Centraal. De naam Antwerpen-Oost kwam nu vrij voor het volgende station.

## 1930-2011
Op de plaats van het huidige station Antwerpen-Oost, bevond zich het in 1879 geopende goederenstation Borgerhout op het in 1873 aangelegde oostelijk ringspoor om de stad, dat in het begin van de 20e eeuw werd verhoogd. In 1924 werd naast spoorlijn 12 spoorlijn 27A aangelegd. De daarmee verbonden aanleg van het station Antwerpen-Noord maakte het goederenstation in Borgerhout overbodig.
Om het kopmaken van de internationale treinen in het kopstation Antwerpen-Centraal te vermijden, besloot men om Antwerpen-Oost vanaf 1930 te gebruiken als internationaal reizigersstation. Het stationsgebouw uit 1930 werd ontworpen door architect Paul Nouille, die graag geometrische vormen gebruikte. Zo wordt de ingang door twee pijlers met geometrische motieven geflankeerd.
Het huidige stationsgebouw werd gebouwd in 1960, met duidelijke invloeden van Expo 58. De architect was Maurice Léonard-Etienne.
Het station deed tot 1 juni 1975 dienst als internationaal reizigersstation voor Antwerpen (voor treinen die niet via Antwerpen-Centraal reden), waarna deze rol werd overgenomen door station Antwerpen-Berchem.
Sinds 11 december 2011 maakt de L-trein tussen Antwerpen-Centraal en Roosendaal gebruik van de tunnel onder Antwerpen. Sindsdien stopt er geen enkele reizigerstrein meer in Antwerpen-Dam en -Oost.
In 2020 werden de sporen 1 en 2 buiten gebruik gesteld en de ruimte tussen het perron 1 en het eilandperron 2-3 met aarde opgevuld. Het is de bedoeling om de voetgangers- en fietsverbinding tussen de Draakplaats en het Luitenant Naeyaertplein langs de Omheining der Statie van Borgerhout over de Plantin en Moretuslei terug te herstellen. De sporen 3 en 4 zijn voor spoorlijn 12 bedoeld en naast het eilandperron 4-5 zijn de sporen 5 en 6 voor goederenspoorlijn 27A bedoeld. In het voorjaar van 2024 werden de eilandperrons 2-3 en 4-5 van het voormalige station Antwerpen-Oost afgebroken. Enkel de trap met afdak tussen het stationsgebouw en het voormalige perron 1 bleef (voorlopig) bewaard.
Een meterspoorlijn verbond het station met de Draakplaats via een helling. De wissels werden ondertussen uitgebroken. Dit meterspoor werd gebruikt om materiaal voor de bouw van de Antwerpse premetro vanaf het station Antwerpen-Oost via het tramspoor naar de bouwplaats in de premetro te vervoeren.

## Toekomst
Buurtbewoners en actiegroepen vragen regelmatig om de opening van stations Antwerpen-Oost en Antwerpen-Dam, maar de aanleg van het spoorpark lijkt erop te wijzen dat dit uitgesteld zal worden.
Buurtbewoners vragen om de onderdoorgang onder de sporen van het station Antwerpen-Oost te verlengen en zo verbinding te maken met de Minckelerstraat van Nieuw-Zurenborg.

## Reizigerstellingen
De grafiek en tabel geven het gemiddeld aantal instappende reizigers weer op een week-, zater- en zondag.
| Tabel: aantal instappende reizigers station Antwerpen-Oost | Tabel: aantal instappende reizigers station Antwerpen-Oost | Tabel: aantal instappende reizigers station Antwerpen-Oost | Tabel: aantal instappende reizigers station Antwerpen-Oost |
|                                                            | Weekdag                                                    | Zaterdag                                                   | Zondag                                                     |
| ---------------------------------------------------------- | ---------------------------------------------------------- | ---------------------------------------------------------- | ---------------------------------------------------------- |
| 1977                                                       | 353                                                        | 63                                                         | 99                                                         |
| 1978                                                       | 332                                                        | 70                                                         | 56                                                         |
| 1979                                                       | 451                                                        | 70                                                         | 62                                                         |
| 1980                                                       | 337                                                        | 59                                                         | 49                                                         |
| 1981                                                       | 354                                                        | 49                                                         | 44                                                         |
| 1982                                                       | 273                                                        | 65                                                         | 34                                                         |
| 1983                                                       | 291                                                        | 56                                                         | 49                                                         |
| 1984                                                       | 312                                                        | 59                                                         | 58                                                         |
| 1985                                                       | 236                                                        | 41                                                         | 46                                                         |
| 1986                                                       | 209                                                        | 51                                                         | 58                                                         |
| 1987                                                       | 214                                                        | 57                                                         | 37                                                         |
| 1988                                                       | 231                                                        | 54                                                         | 49                                                         |
| 1989                                                       | 204                                                        | 57                                                         | 50                                                         |
| 1990                                                       | 254                                                        | 43                                                         | 43                                                         |
| 1991                                                       | 219                                                        | 42                                                         | 72                                                         |
| 1992                                                       | 229                                                        | 54                                                         | 56                                                         |
| 1993                                                       | 137                                                        | 43                                                         | 31                                                         |
| 1994                                                       | 141                                                        | 41                                                         | 43                                                         |
| 1995                                                       | 123                                                        | 44                                                         | 37                                                         |
| 1996                                                       | 183                                                        | 49                                                         | 34                                                         |
| 1997                                                       | 162                                                        | 68                                                         | 34                                                         |
| 1998                                                       | 1 114                                                      | 55                                                         | 46                                                         |
| 1999                                                       | 185                                                        | 28                                                         | 30                                                         |
| 2000                                                       | 185                                                        | 46                                                         | 40                                                         |
| 2001                                                       | 224                                                        | 55                                                         | 33                                                         |
| 2002                                                       | 162                                                        | 33                                                         | 25                                                         |
| 2003                                                       | 177                                                        | 45                                                         | 35                                                         |
| 2004                                                       | 154                                                        | 48                                                         | 28                                                         |
| 2005                                                       | 153                                                        | 28                                                         | 23                                                         |
| 2006                                                       | 114                                                        | 28                                                         | 26                                                         |
| 2007                                                       | 124                                                        | 48                                                         | 40                                                         |
| 2008                                                       | -                                                          | -                                                          | -                                                          |
| 2009                                                       | 74                                                         | 23                                                         | 11                                                         |

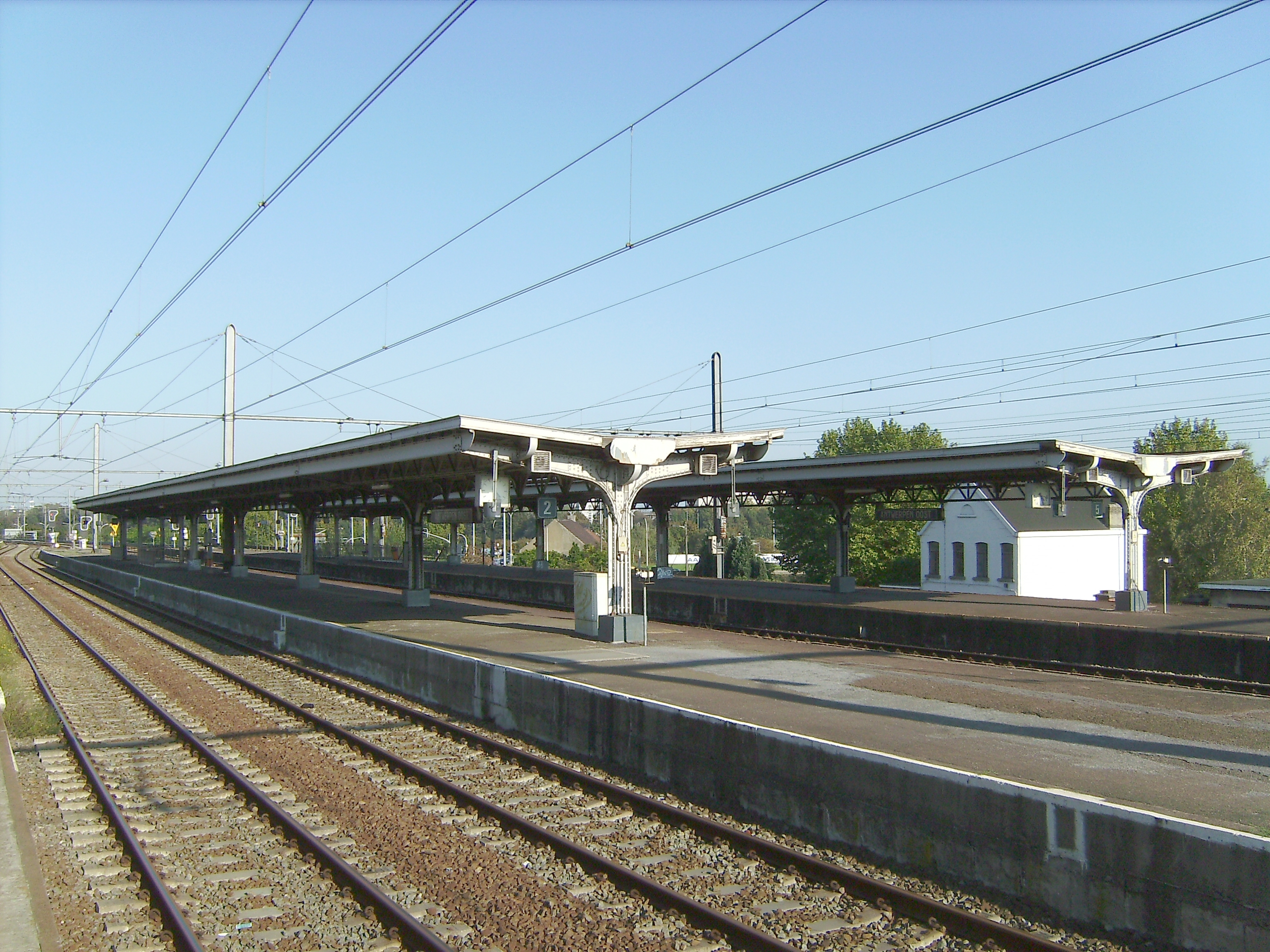
Station Antwerpen-Oost, de eilandperrons 2-3 en 4-5 richting Borgerhout
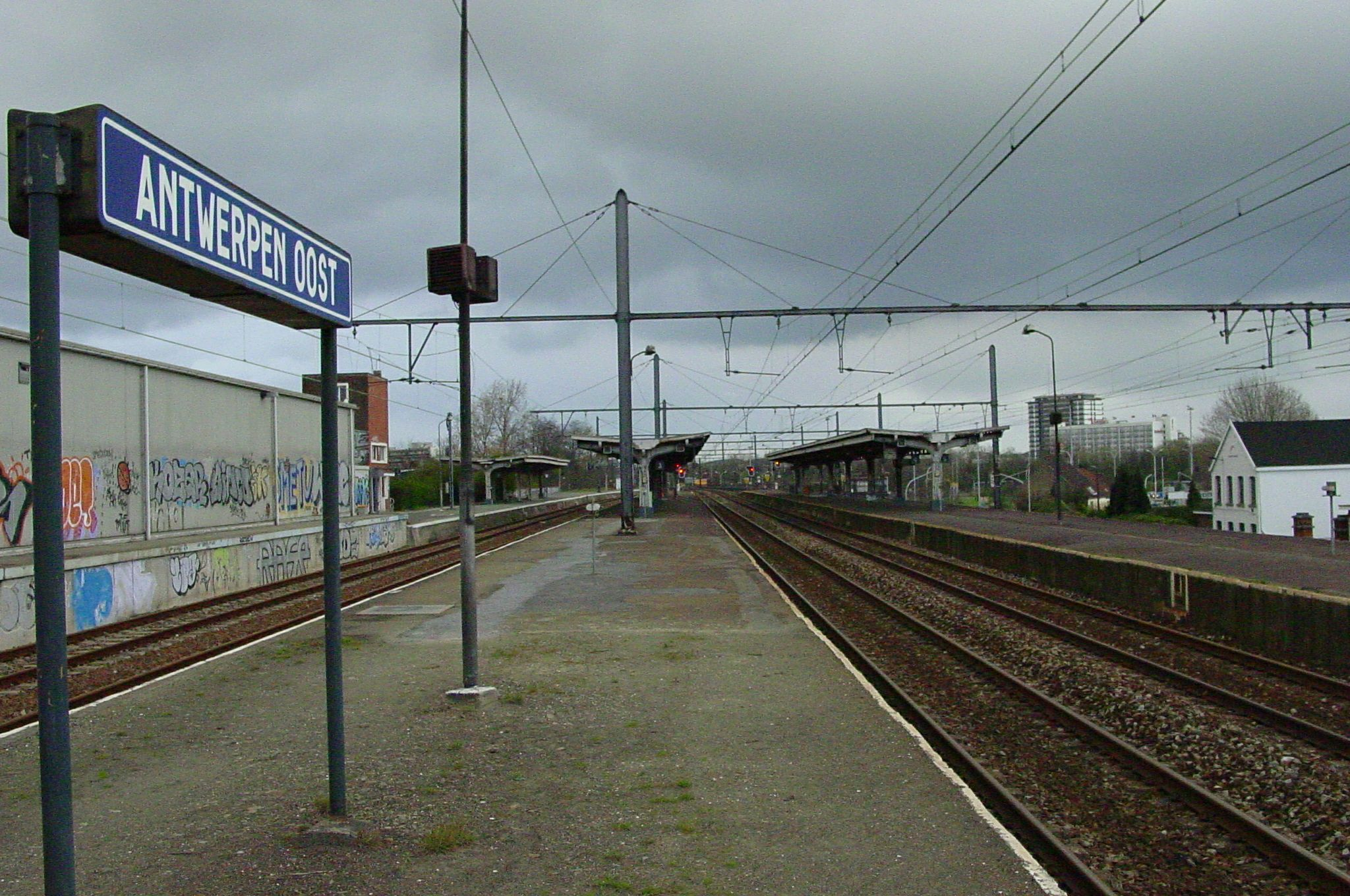
Station Antwerpen-Oost, eilandperron 2-3 met donkere wolken richting Borgerhout
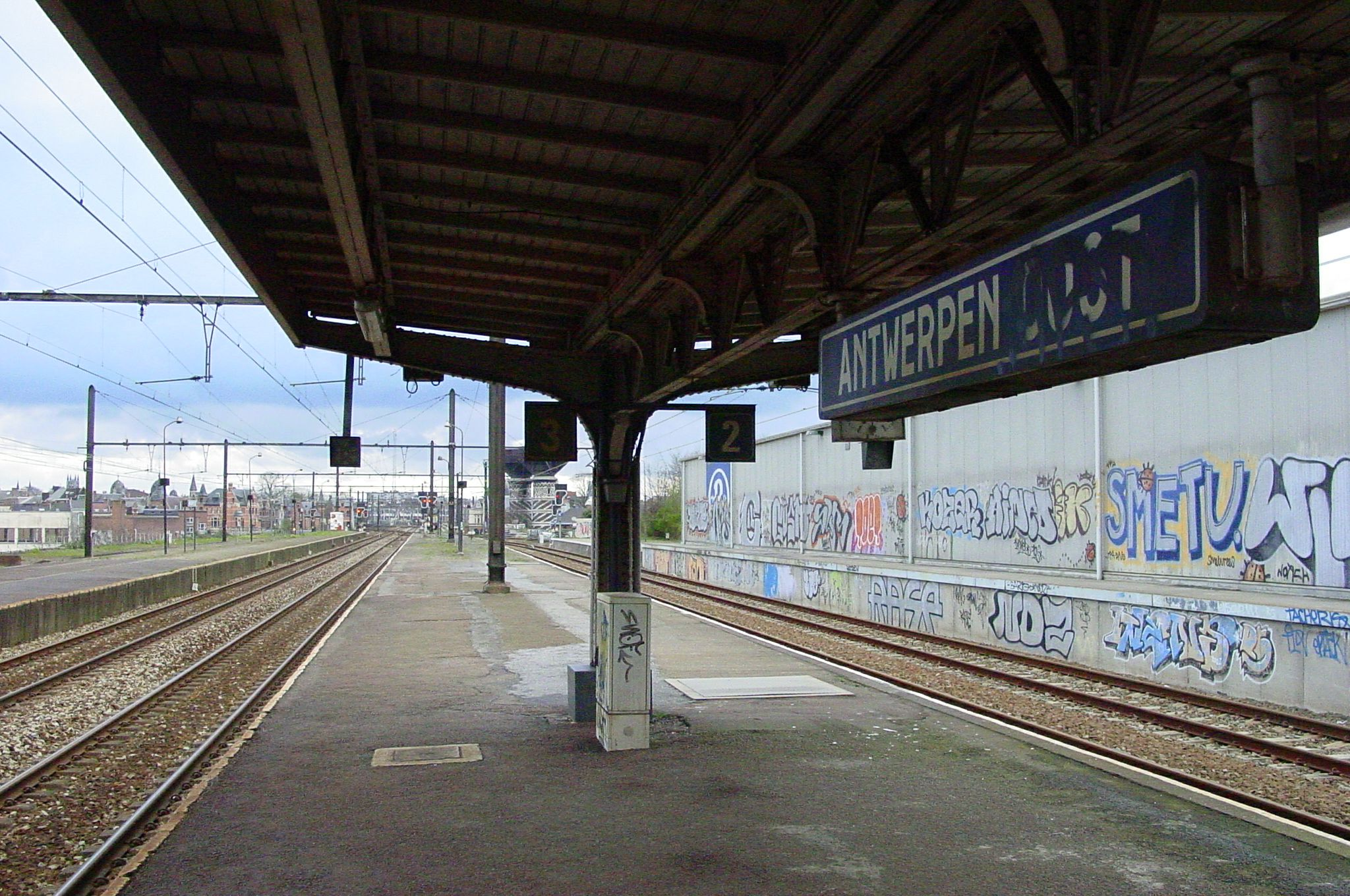
Station Antwerpen-Oost, eilandperron 2-3 richting Zurenborg
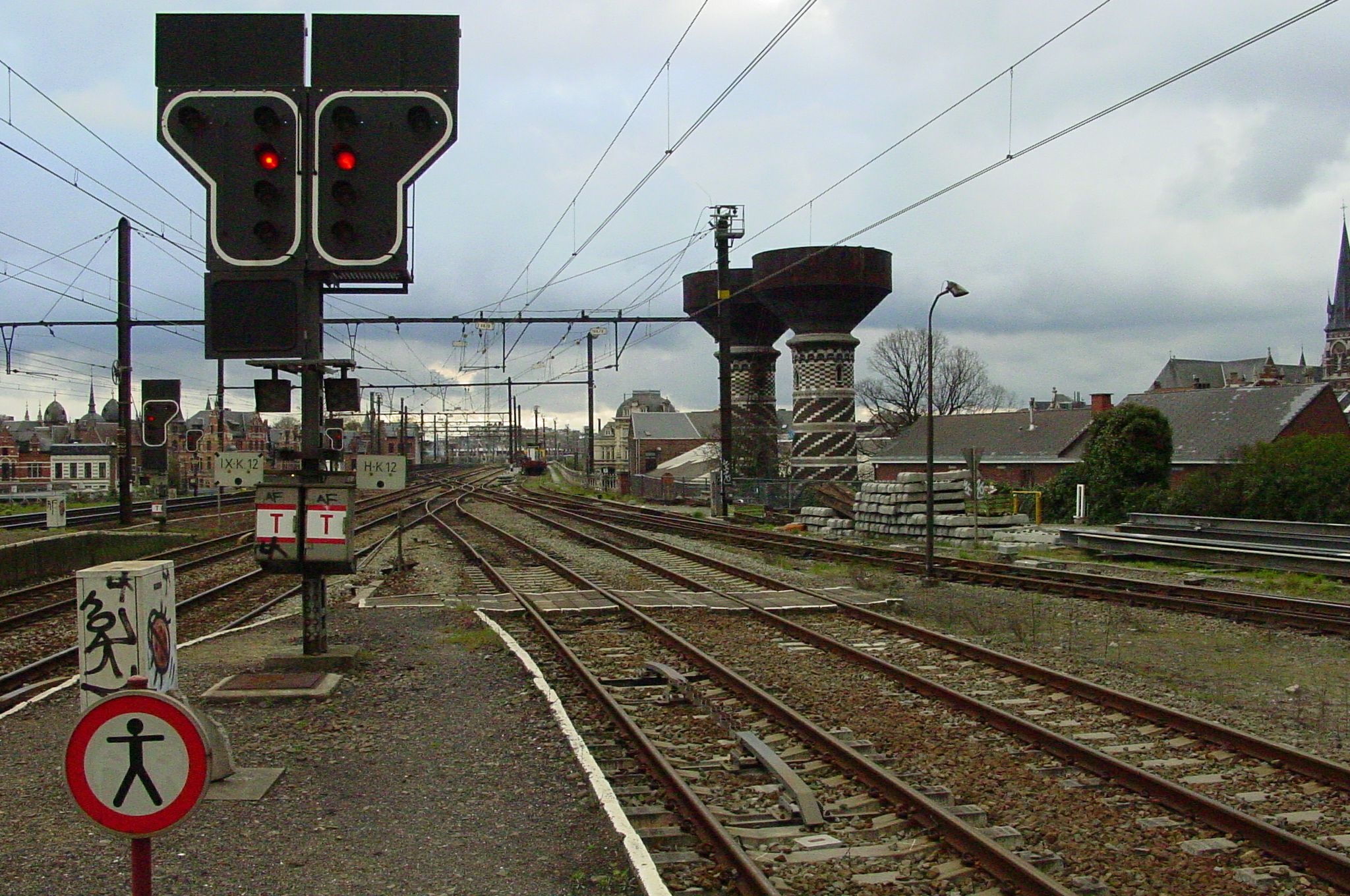
Spoorwegterrein vanaf het station Antwerpen-Oost richting Zurenborg

Antwerpen-Berchem · Antwerpen-Centraal · Antwerpen-Dam · Antwerpen-Dokken en -Stapelplaatsen · Antwerpen-Harwich · Antwerpen-Haven · Antwerpen-Kiel · Antwerpen-Linkeroever · Antwerpen-Luchtbal · Antwerpen-Noord · Antwerpen-Noorderdokken · Antwerpen-Oost · Antwerpen-Schijnpoort · Antwerpen-Waas · Antwerpen-Zuid · Borgerhout · Ekeren · Ekeren-Brug · Fort 6 · Fort 7 · Fort 8 · Hoboken-Kapelstraat · Hoboken-Polder · Leugenberg · Merksem · Molenveld · Sint-Mariaburg · Wilrijk
0,0: Antwerpen-Centraal ·
2,3: Antwerpen-Oost ·
3,4: Borgerhout ·
5,8: Antwerpen-Dam ·
8,3: Antwerpen-Luchtbal ·
9,1: Antwerpen-Noorderdokken ·
11,4: Ekeren ·
12,5: Sint-Mariaburg ·
13,8: Heikestraat ·
15,0: Kapellen ·
19,0: Kapellenbos ·
21,0: Heide ·
22,7: Kijkuit ·
24,0: Kalmthout ·
28,1: Wildert ·
32,1: Essen ·
23,0: Roosendaal ·
15,6: Oudenbosch ·
7,5: Zevenbergen ·
0,0: Moerdijk AR ·
0,0: Lage Zwaluwe
0,0: Hoboken-Kapelstraat ·
1,2: Fort 8 ·
3,0: Fort 7 ·
4,1: Wilrijk ·
4,8: Fort 6 ·
6,0: Molenveld ·
7,1: Fort 5 ·
8,5: Luithaegen ·
Fort 4 ·
13,5: Antwerpen-Berchem ·
14,7: Antwerpen-Oost ·
18,2: Antwerpen-Dam ·
20,9: Antwerpen-Luchtbal ·
21,7: Antwerpen-Noorderdokken ·
Ekeren-Brug ·
Leugenberg